# Gournay-sur-Marne
Gournay-sur-Marne is een gemeente in het Franse departement Seine-Saint-Denis (regio Île-de-France) en telt 5925 inwoners (1999). De plaats maakt deel uit van het arrondissement Le Raincy.

## Geografie
De oppervlakte van Gournay-sur-Marne bedraagt 1,7 km², de bevolkingsdichtheid is 3485,3 inwoners per km².

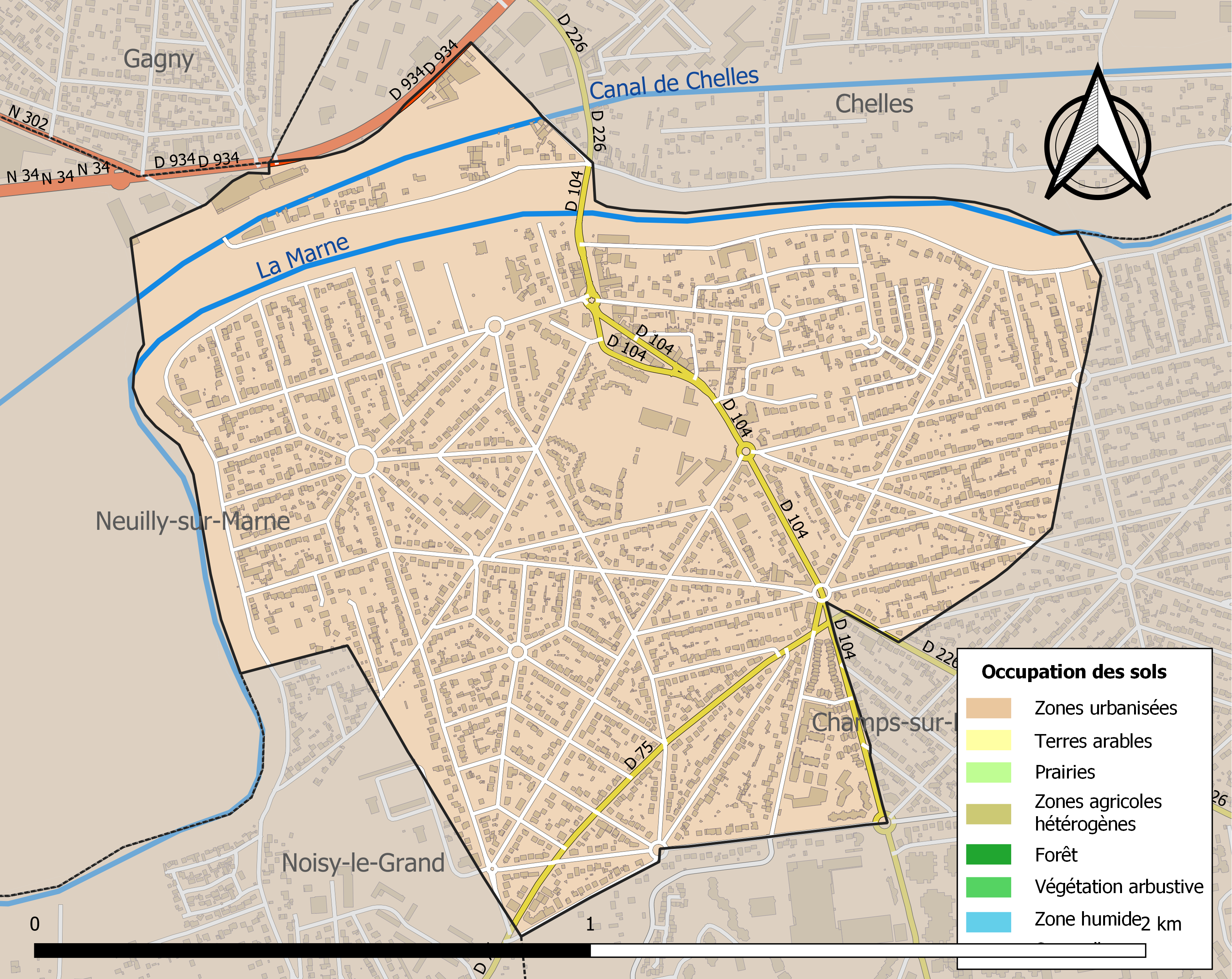
Kaart van de gemeente met de belangrijkste infrastructuur, bodemgebruik en omliggende gemeenten

## Demografie
Onderstaande figuur toont het verloop van het inwonertal (bron: INSEE-tellingen).

## Geboren in Gournay-sur-Marne
- Eugène Carrière (1849-1906), schilder en lithograaf (symbolisme)